# Sensible World of Soccer
Sensible World of Soccer ist eine Computerspielreihe, deren gleichnamiger erster Teil 1994 als Nachfolger der Sensible-Soccer-Reihe erschien. 2007 wurde Sensible World of Soccer als eines von zehn Computerspielen genannt, welche als Meilensteine und als wichtigste Spiele aller Zeiten gelten können.

## Spielprinzip
Sensible World of Soccer vereinte das 2D-Fußballspiel mit einem Managermodus, der bis heute durch seine Datenfülle einzigartig ist.  Es sind alle weltweiten Mannschaften der damaligen Profiligen enthalten, sowie die nationalen und internationalen Wettbewerbe der Vereins- und Nationalmannschaften aus allen Kontinenten. Insgesamt sind es in etwa 1.600 Teams und 22.000 Spieler.
Obwohl die Steuerung sehr simpel ist (es wird nur ein Feuerknopf benötigt), hat man viele Möglichkeiten und sämtliche Freiheiten, sein Spiel zu gestalten.

### Karrieremodus
Das Spiel enthält als Besonderheit einen Karrieremodus, der es ermöglicht, eine Vereinsmannschaft nach Wahl als Trainer und Manager zu übernehmen und sein Team auch auf dem Rasen zu steuern. Jede Mannschaft hat einen Kader von 16 Spielern, die alle unterschiedliche Stärken und Schwächen haben, z. B. Kopfball, Tackling oder Schusskraft. Dementsprechend wird auch deren Marktwert ermittelt. So kann man sich sein Wunschteam zusammenstellen, z. B. auch die deutschen Spieler, die 1996 in Japan spielten, wie z. B. Uwe Bein oder Guido Buchwald, nach Deutschland zurückholen. Dazu kann man einen Tausch mit vorhandenen Spielern (und evtl. Wertausgleich) oder direkt einen Geldbetrag anbieten, sofern man genug Geld auf dem Bankkonto hat. Das muss man sich allerdings erstmal durch Erfolge verdienen. Sollte man diesen haben, bekommt man innerhalb der bis zu 20 Jahre anhaltenden Karriere auch Angebote von anderen Vereinen, je nach Erfolg sogar von Spitzenteams und letztendlich auch einer Nationalmannschaft, die man zur Weltmeisterschaft führen kann.

## Titelsong
„Goal-scoring Superstar Hero“ von Richard Joseph († 2007) und Jon Hare, gesungen von Jacky Read, wurde eigens für SWOS komponiert. Die Studioaufnahme ist bei den CD-Versionen auch als Audiotrack vorhanden.
Songtext:
You're a goalscoring superstar hero
You let your hair down and play to the fans
You're a goalscoring superstar hero
And every goal says you're the best in the land
Für Sensible Soccer 2006 wurde ein Remix nochmal neu eingespielt und erhielt dabei zwei zusätzliche Verse:
You're a goalscoring superstar hero
We sing your song and you turn up the heat
You're a goalscoring superstar hero
And with your ball control you have the world at your feet
You're a goalscoring superstar hero
I got your name on the back of my shirt
You're a goalscoring superstar hero
You drive me wild I wanna be your superstargirl

## Versionen

### Sensible World of Soccer
Erschien 1994 für Amiga und enthielt noch einige Bugs, die einige Monate später durch eine kostenlose Update-Disk
(SWOS v1.1) behoben wurden. 1995 erschien auch eine PC-Version, auf Disketten oder als CD (mit Sprachausgabe/Kommentator).

### Sensible World of Soccer 95/96
Mit der '95/'96 Edition erschien 1995 eine überarbeitete Version für den Amiga, mit aktuelleren Daten, neu gestalteten Menüs und verfeinertem Gameplay (man konnte nun auch im Stand köpfen und den flachen Pässen Effet mitgeben), das sich später auch in den Nachfolgern wiederfindet.

### SWOS European Championship Edition
Rechtzeitig zur Europameisterschaft 1996 erschien die European Championship Edition, kurz ECE bzw. SWOSECE. Diese Version entsprach im Prinzip der '95/'96 Edition, enthielt aber die aktuelle Europameisterschaft, die man mit den aktualisierten Mannschaften spielen konnte. Sie erschien für PC sowie wieder für den Amiga.

### Sensible World of Soccer '96/'97
1996 erschien die letzte und finale Version der SWOS-Reihe, für Amiga (2 Disks) sowie PC (CD-ROM). Sie enthielt die aktualisierten Daten der Saison und ein neues Cover. Wenn man von SWOS spricht, so spricht man meistens von dieser Version. Sie ist auch Basis für die Neuauflage auf XBLA.

### Sonstige Veröffentlichungen
Ebenfalls 1996 erschien auch ein Upgrade in einer Doppel-CD-Hülle von SWOS '96/'97, für PC (CD) sowie für Amiga (Disk), mit dem man seine ältere SWOS-Version auf den aktuellen Stand bringen konnte. Heutzutage sind diese eher selten zu finden und mehr für Sammler interessant. Zudem gab es später auch eine „White Label“-Version, diese entsprach der ECE-Version und wurde von Virgin Interactive vertrieben. Diese wurde zuweilen auch mit zusammen mit dem '96/'97 Upgrade angeboten.
Nachdem die Entwicklung von SWOS 1996 gestoppt wurde, gab es verschiedene Fan-Projekte, um SWOS weiter aktuell zu halten, so sammelten die Gebrüder Cresswell aus England die Daten aus verschiedenen Internetforen und entwickelten damit ein inoffizielles Upgrade '97/'98 für den Amiga. Anlässlich der WM in Frankreich machten sie sich an die Arbeit für ein World Cup 98 Update, das auf '97/'98 basierte und zudem auch ein wenig die Grafik änderte. Es wurde offiziell von Sensible Software supportet und erschien auf der Cover-CD Nummer 24 des Magazins „CU Amiga“ in England. Allerdings wurde für diese Art von Updates eine Festplatteninstallation der Amiga-Version vorausgesetzt, die es offiziell gar nicht gibt.
Zudem gab es auch einige Demoversionen (Amiga) auf verschiedenen Coverdisks, die bekannteste dürfte „Sensible World of Moonsoccer“ sein, das die Funktionen von SWOS veranschaulichte, das Geschehen sich allerdings auf dem Mond abspielte, so sieht man auf dem Spielfeld Krater und erlebt eine dem Mond entsprechende Ballphysik.

### Comeback
Jegliche Versuche seit 1998, Sensible Soccer als 3D-Spiel umzusetzen, waren nicht sonderlich erfolgreich und werden bis heute von SWOS-Fans als Teil der Serie kaum anerkannt. So wurde es lange Zeit erstmal ruhig um Sensible Soccer, als Sensible Software 1999 an Codemasters verkauft wurde. Erst 2005 wurde Sensible Soccer als Handyspiel wieder aus der Schublade geholt. Obwohl die Steuerung aufgrund der Handytastatur naturgemäß eher umständlich ist, verzeichnet das Spiel gute Verkaufserfolge und ist damit Wegbereiter für weitere Veröffentlichungen der Reihe. Neben einer „2 Player Plug 'n' Play“-Version, einer kleinen Mini-Spielekonsole mit zwei Gamepads und TV-Ausgang, die neben Sensible Soccer auch Mega lo Mania und Cannon Fodder enthielt, erschien 2006, anlässlich zur WM in Deutschland, „Sensible Soccer 2006“. Das Spiel hatte zwar gute Ansätze, konnte das alte Spielgefühl aber nicht richtig übermitteln, wirkte zudem unfertig und hatte einige Bugs, die Codemasters erst gar nicht zu beheben versuchte. Etwa zur gleichen Zeit erschien auch ein weiteres Handyspiel mit dem Namen „Sensible Soccer Skillz“, das allerdings nur wenige Minispiele beinhaltet (Standardsituationen), also kein vollwertiges Fußballspiel.
Das Spiel wurde über Xbox Live Arcade auch auf der Spielekonsole Xbox 360 veröffentlicht. Eigentlich war das Release für August 2007 vorgesehen, es wurde aber wegen Problemen beim Onlinemodus auf den 19. Dezember verschoben. Seltsamerweise sorgte aber ausgerechnet ein Fehler in jenem Onlinemodus dafür, dass das Spiel kurz nach seinem Erscheinen auch gleich wieder aus dem Marktplatz entfernt wurde. Ohne offizielle Ankündigung fand die eigentliche Premiere von SWOS zwei Tage später, also am 21. Dezember 2007 statt. Das Spiel basiert auf der Amiga-Version von SWOS '96/'97 und enthält einige Elemente aus der PC-Version, zudem wurde die Grafik verbessert (HD-Modus). Man hat aber die Möglichkeit während des Spiels auf die klassische Grafik umzuschalten. SWOS ist das erste XBLA-Spiel, das die Technologie von Massive Inc. nutzt, um im Spiel kommerzielle Werbung anzeigen zu können. Später erschienen auch ein Dashboard-Thema sowie ein Spielerbilder-Paket.
Von Käufern des Spiels wurde im offiziellen Forum von Codemasters von Bugs im Onlinemodus berichtet, Codemasters kündigte aber an, dass keine Patches, Bugfixes oder weitere Releases zu erwarten sind. Das heißt auch, dass die vorher angekündigte Version für Windows Vista nicht erscheinen wird.

## Wettbewerbe und Veranstaltungen
In den frühen 1990er Jahren gab es zwei offizielle Sensible-Soccer-Weltmeisterschaften, die letzte fand 1994 im Pub „City Pride“ in Farringdon (England) statt. Der Sieger hieß damals Simon Byron.
Seitdem gab es zwei offizielle Turniere, die von Codemasters veranstaltet und auf der Xbox 360 ausgetragen wurden. Im Rahmen einer Presse-Präsentation der XBLA-Version fand am 5. Juli 2007 im „Sports Café“ in London der „Challenge Cup“ statt, welchen Tomslav gewinnen konnte. Außerdem gab es noch eine offizielle SWOS-WM, welche am 14. März 2008 in Birmingham auf der Veranstaltung „Connect 08“ ausgespielt wurde. Der Sieger Brian Davidson gewann das Preisgeld von 1.000 Britischen Pfund.

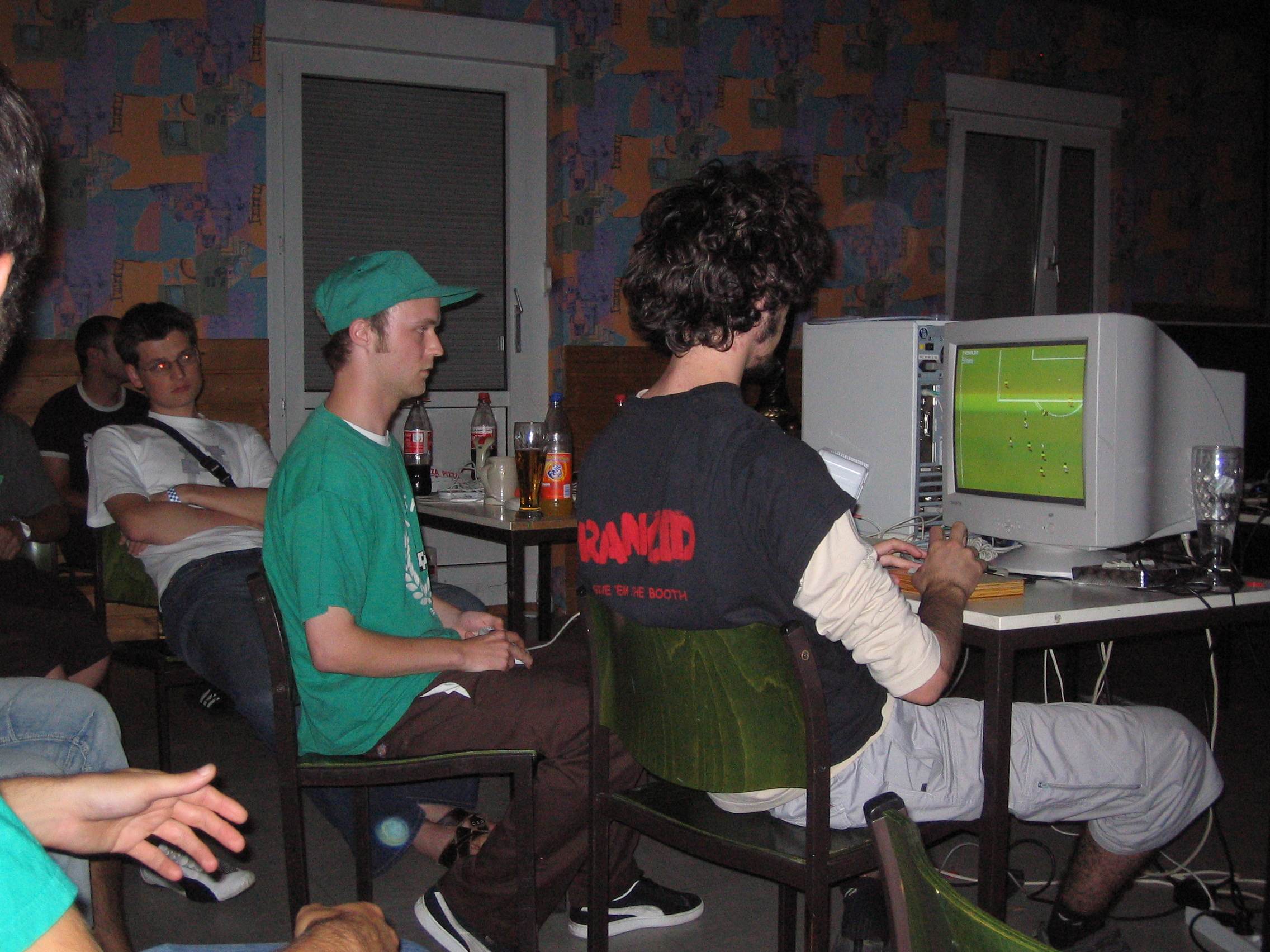
Peter (Dänemark) gegen Coolio_Jack (Kroatien) bei den Sensible Days 2007

Ansonsten werden SWOS-Events und die eigentlichen sportlichen Wettkämpfe von den Fans selbst veranstaltet. In Deutschland finden regelmäßig Turniere in Berlin (Berlin Open), Mülheim an der Ruhr (Ruhrgebiet Open & Mülheimer Lokalrunde) und Sistig (Eifel-X-Mas-Cup) statt. Auch SWOS-Fans in Polen veranstalten regelmäßig Turniere auf PC und Amiga. In Dänemark erfreuten sich bis vor einigen Jahren (letztmals im November 2014) insbesondere die PC-Turniere der ISSA (International Sensible Soccer Association) in Kopenhagen sowie die Amiga-Turniere des Amiga Club Denmark großer Beliebtheit. Um die Jahrtausendwende zählten die WSTs (World SWOS Tournaments) der „SWOS Witnesses“ in Serbien (auf PC) zu den größten SWOS-Turnieren.
Zudem veranstaltet die weltweit größte Online-Community SensibleSoccer.de einmal pro Jahr die „Sensible Days“, ein Fan-Treffen mit internationalen SWOS-Meisterschaften auf PC und Amiga (im Stile einer LAN-Party). Sie finden in der Regel über ein komplettes Wochenende statt und bieten auch Unterkunft und Verpflegung. Dabei findet das Turnier am PC samstags und am Amiga sonntags statt. Seit den Sensible Days 2008 werden die Turniere von Codemasters als offizielle SWOS-Weltmeisterschaften anerkannt. Seitdem wechselte auch jährlich der Austragungsort innerhalb Europas.
Seit 2003 gibt es auch SWOS-Online-Wettbewerbe, die zumeist über SensibleSoccer.de verwaltet werden. Gespielt wird hier mit einer speziellen WinUAE Kaillera-Version, einem Amiga-Emulator mit Netplay-Funktion. Neben zahlreichen nationalen und internationalen Ligen gibt es auch Europapokale und andere Turniere. Als Treffpunkt für SWOS-Onlinespieler wird der IRC-Kanal #sensible auf dem Server QuakeNet benutzt.

### Bisherige Turniere der Sensible Days
| Datum               | Austragungsort | PC SWOS | PC SWOS        | Amiga SWOS | Amiga SWOS     |
| Datum               | Austragungsort | Teiln.  | Sieger         | Teiln.     | Sieger         |
| ------------------- | -------------- | ------- | -------------- | ---------- | -------------- |
| 2004, 28.08.–29.08. | Pirmasens      | 15      | greg           | 7          | Obi-Wan        |
| 2005, 13.08.–14.08. | Pirmasens      | 11      | Playaveli      | 5          | Redhair        |
| 2006, 19.08.–20.08. | Pirmasens      | 13      | Redhair        | 10         | Playaveli      |
| 2007, 18.08.–19.08. | Pirmasens      | 42      | Playaveli      | 32         | Playaveli      |
| 2008, 09.08.–10.08. | Pirmasens      | 54      | Lucaa83        | 47         | lobo           |
| 2009, 15.08.–16.08. | Fulda          | 62      | Manuel         | 54         | Playaveli      |
| 2010, 21.08.–22.08. | Breslau        | 39      | Foka           | 32         | Marin Parushev |
| 2011, 30.07.–31.07. | Warna          | 24      | Blazej_Bdg     | 18         | Hawkz          |
| 2012, 14.07.–15.07. | Almelo         | 38      | Playaveli      | 36         | ALI            |
| 2013, 17.08.–18.08. | Berlin         | 46      | Playaveli      | 35         | ALI            |
| 2014, 26.07.–27.07. | Billund        | 27      | Marin Parushev | 33         | djowGer        |
| 2015, 01.08.–02.08. | Lubin          | 54      | Playaveli      | 59         | Blazej_Bdg     |
| 2016, 20.08.–21.08. | Almelo         | 42      | Blazej_Bdg     | 39         | Blazej_Bdg     |
| 2017, 29.07.–30.07. | Budapest       | 47      | Blazej_Bdg     | 37         | Blazej_Bdg     |
| 2018, 21.07.–22.07. | Billund        | 36      | Blazej_Bdg     | 34         | Blazej_Bdg     |
| 2019, 27.07.–28.07. | Fulda          | 41      | Blazej_Bdg     | 44         | Blazej_Bdg     |
| 2020, 18.07.–19.07. | Bierdzany      | 18      | Blazej_Bdg     | 19         | Blazej_Bdg     |
| 2021, 31.07.–01.08. | Bielsko-Biała  | 22      | Blazej_Bdg     | 22         | lobo           |
| 2022, 30.07.–31.07. | Barcelona      | 31      | Blazej_Bdg     | 29         | Blazej_Bdg     |

Im Jahr 2023 finden die Sensible Days vom 5. bis 6. August in Wandlitz bei Berlin statt.

## Rezeption
Sensible World of Soccer (1994) wurde im März 2007 in die Game Kanon gewählt, eine Liste von Computerspielen, die als Meilensteine gelten. Henry Lowood, Verwalter der History of Science and Technology Collections der Stanford University, Spieldesigner Warren Spector und Steve Meretzky, sowie der Wissenschaftler Matteo Bittanti und Journalist Christopher Grant erstellten die Liste. Sensible World of Soccer ist auch das jüngstes Spiel auf der Liste.
Die Library of Congress griff den Vorschlag auf und begann mit der Langzeitarchivierung von bedeutenden Videospielen, beginnend mit den Spielen dieser Liste.

### Fans
Das Spiel genießt bei seinen Fans Kultstatus. Untypisch für Computerspiele diesen Alters reisen Spieler jeden Alters durch ganz Europa, in erster Linie um Gleichgesinnte zu treffen. Solche Veranstaltungen werden von den Fans privat veranstaltet und haben einen unkommerziellen Charakter, was sich auch ihren persönlichen Sichtweisen widerspiegelt. Sie distanzieren sich oft von modernen Fußballspielen, da der Trend in Richtung realistische Grafik geht, anstatt eines unkomplizierten Gameplays. Um das Spiel entwickelten sich seit Ende der 90er Jahre weltweit regionale Fangemeinden, zum Teil auch besondere Zeremonien, z. B. in Dänemark, wo im Rahmen von SWOS-Turnieren eine Gruppe von etwa 30 bis 40 Leuten einen Gang durch Kopenhagen antritt, angeführt vom Meister („Den Bedste“), der eine Fackel trägt („Sensible Flamme“).